# Бомон, Юг де
Юг де Бомон (фр. Hugues de Beaumont; 26 октября 1874 — 6 июня 1947) ― французский живописец и гравёр.

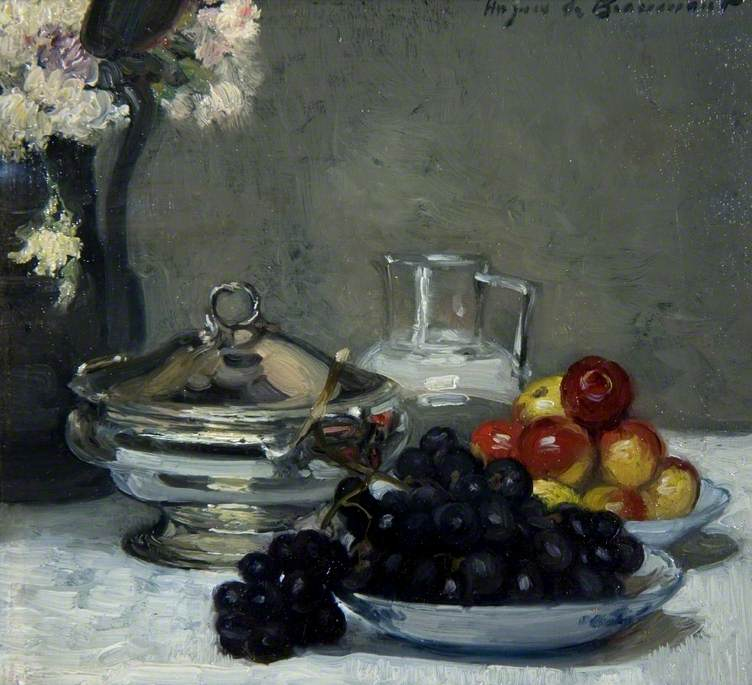
Натюрморт с фруктами

Был учеником Альбера Мангана и Теобальда Шартрана. Также обучался живописи у Гюстава Моро в 1892―1898 гг. Выставлял свои картины в Салоне французских художников в Париже в 1892 и в 1945 годах и в Салоне изящных искусств Национального Общества в Париже в 1902 году. Проводил выставки в Барселоне в 1912 году, в Чикаго в 1919 году, в Висбадене в 1920, в Амстердаме и в Брюсселе в 1926 и в 1928 году ― в Токио. Был удостоен Ордена Почётного легиона в 1930 году.
Писал картины в стиле интимизма, в которых изображал буржуазный быт. Данный термин был введён Эдуаром Вюйаром: художник использовал его, чтобы описать свой собственный стиль. Среди прочих представителей данного стиля исследователи отмечают Мориса Лобра, Рене Жоржа Герман-Поля, Анри Матисса, Рене Прине и Эрнеста Лорана. Первая коллективная выставка интимистов была проведена в Галерее Анри Граве в 1905 году. Там же были представлены и работы Юга де Бомона.